# Gary Anderson (tiratore)
Gary Lee Anderson (Holdrege, 8 ottobre 1939) è un ex tiratore a segno statunitense.

## Palmarès

### Olimpiadi
- 2 medaglie:
  - 2 ori (Tokyo 1964 nel fucile 300 metri tre posizioni; Città del Messico 1968 nel fucile 300 metri tre posizioni)